# Бутракович, Михайло
Михайло Бутракович (серб. Михајло Бутраковић; род. 12 апреля 2006) — сербский футболист, полузащитник клуба «Войводина».

## Клубная карьера
Бутракович — воспитанник клуба «Войводина». 16 сентября 2023 года в матче против «Спартака» из Суботицы он дебютировал в сербской Суперлиге. 